# Pyrameis samani
Pyrameis samani är en fjärilsart som beskrevs av Hagen 1894. Pyrameis samani ingår i släktet Pyrameis och familjen praktfjärilar. Inga underarter finns listade.